# クァイル駅
クァイル駅（クァイルえき、朝鮮語: 과일역）は、朝鮮民主主義人民共和国の黄海南道クァイル郡の駅で、殷栗線に属する。 

## 隣の駅
殷栗線
山水駅 - クァイル駅 - 新大駅